# Сломчинский, Мацей
Мацей Сломчинский (пол. Maciej Słomczyński, 10 апреля 1920 года, Варшава — 20 марта 1998 года, Краков) — польский писатель и переводчик.

## Биография
Родился в Варшаве. Отец Мацея — американский доброволец, участвовавший в советско-польской войне (1919—1921 г.) Мериан Колдуэлл Купер, в будущем знаменитый режиссëр и продюсер, создатель легендарного Кинг-Конга, мать — англичанка Маджори Кросби (в повторном браке Сломчинская). Будущий писатель взял фамилию своего приëмного отца, Александра Сломчинского.
В 1943 году вступил в ряды Армии Крайовой, участвовал в подпольной борьбе с фашистами. В 1944 г. был арестован и посажен в главный тюремный центр Генерал-губернаторства — Павяк, откуда ему удалось совершить побег. Перебрался на Запад, вступил в армию США, затем служил в американской военной полиции во Франции.
В 1947 году вернулся из эмиграции в Польшу. После возвращения был под наблюдением спецслужб Польши, как вероятный английский шпион.
С 1953 г. жил в Кракове. Член Товарищества польских писателей и Ротари Интернешнл.

## Творчество
М. Сломчинский дебютировал в 1946 году в лодзинском журнале «Неделя» (пол. «Tydzień»).
Блестящий знаток и переводчик Шекспира, Джойса, Мильтона, Свифта, Стивенсона, Кэрролла, Фолкнера и др. Единственный в мире перевëл всего Шекспира. В течение 11 лет он работал над переводом «Улисса».
Автор сценариев кинофильмов, театральных пьес («Дамы из Ахерона»), телевизионных программ, а также псевдоанглосаксонских детективов, изданных им под псевдонимом Джо Алекс и остросюжетных милицейских повестей, опубликованных под именами Казимежа Квасьневского и Джо Алекса.
Инициатор создания знаменитого польского телевизионного театра остросюжетных криминальных пьес «Кобра», для которого он также писал пьесы.

## Избранная библиография
Под именем Джо Алекс:
- Цикл детективных повестей о приключениях Джо Алекса:

1. «Я третий нанесла удар» (Powiem wam jak zginął)- экранизирован - "Убийство в Саншайн-Менор", Украина, 1992.
2. «Смерть говорит от моего имени» (Śmierć mówi w moim imieniu)
3. «Ты всего лишь дьявол» (Jesteś tylko diabłem)
4. «Мертвая голова» (Cichym ścigałam go lotem)
5. «Ад во мне» (Piekło jest we mnie)
6. «Лабиринты смерти» (Zmącony spokój Pani Labiryntu)
7. «Убийца читал Киплинга» (Gdzie przykazań brak dziesięciu)
8. «Тихая, как последний вздох» (Cicha jak ostatnie tchnienie)
9. «Пусть найдут своих врагов» (Niechaj odnajdą swoich wrogów)

- Цикл исторических повестей для молодёжи
  - «Черные корабли» (Czarne okręty)
  - «Ofiarujmy bogom krew jego»
  - «Oto zapada noc mroczna»
  - «Abyś nie błądził w obcej ciemności»
  - «A drogi tej nie zna nikt»
  - «Cień nienawiści królewskiej»
  - «Lew was rozszarpał płowy»
  - «Ciemny pierścień zakrzepłej krwi»
  - «Kraina umarłych liści»
  - «Posejdon o białym obliczu»
  - «Niechaj umrze o wschodzie słońca»
  - «Sam bądź księciem»

Под именем Казимеж Квасьневский:
- «Смерть и Ковальский» (Śmierć i Kowalski) (экранизирован — Особняк на Зелёной, в титрах фильма автор сценария — Джо Алекс)
- «Преступник и девушка» (Zbrodniarz i panna) (экранизирован — Девушка из банка, в титрах фильма автор сценария — Джо Алекс)
- «Приказываю актерам повторить убийство» (Każę aktorom powtórzyć morderstwo)
- «Где третий король?» (Gdzie jest trzeci król) (экранизирован, в титрах фильма автор сценария — Джо Алекс)
- «Тëмная пещера» (Ciemna jaskinia)
- «Чëрный цветок» (Czarny Kwiat)

Ряд произведений М. Сломчинский издал под собственным именем, в том числе:
- «Кассиопея» (Cassiopeia)
- «Высадка 6 июня» (Lądujemy 6 czerwca)
- «Желание поручика» Кента (Zadanie porucznika Kenta)
- «Фабрика смерти» (Fabryka śmierci)
- «Серая тень» (Szary cień)
- «Марш оловянных солдатиков» (Marsz ołowianych żołnierzyków).

В детективах М. Сломчинского (Джо Алекса) важную роль играет литературная игра. Каждой книге цикла предпослан стихотворный эпиграф из Шекспира, Эсхила, Киплинга, Ионеско и т. д., дающий намëк на развитие сюжета. Как правило, в оригинале строка из этого эпиграфа служит и заглавием книги. Главный герой всей серии - детектив по имени Джо Алекс, однако он и идентичен, и не идентичен автору. Так например, первый детектив серии начинается словами "В этот день Джо Алексу исполнилось 35 лет", а через несколько глав герой начинает писать новый детектив, и начинает его теми же словами. 
Детективы М. Сломчинского (Джо Алекса) были переведены на 13 языков: белорусский, болгарский, чешский, литовский, латышский, немецкий, русский, румынский, сербскохорватский, словацкий, словенский, украинский и венгерский.
Всего им написано 45 произведений, 28 пьес и киносценариев, сделан 81 перевод с английского на польский язык, 52 его произведения переведены на иностранные языки. Его имя фигурирует почти на 10 миллионах экземпляров различных книг.
Умер в 1998 году и был похоронен на Аллее Заслуженных Раковицкого кладбища в Кракове.

## Награды
- Командорский крест со звездой ордена Возрождения Польши (1998)